# Grupo de los 20 (Dresde)

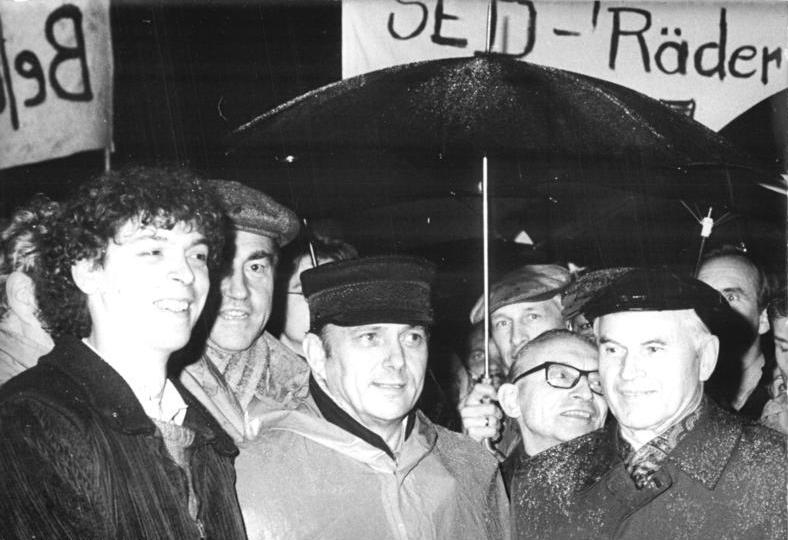
Hans Modrow (derecha) y el alcalde Wolfgang Berghofer (centro), rodeados por miembros del Grupo de los 20, entre ellos Dieter Brandes (6 de noviembre de 1989 en Dresde)

Se conoce como Grupo de los 20 a veinte ciudadanos de la ciudad alemana de Dresde elegidos durante una manifestación que tuvo lugar el 8 de octubre de 1989 con el propósito de entablar conversaciones con las autoridades locales y exponer a estas las exigencias populares.

## Trasfondo

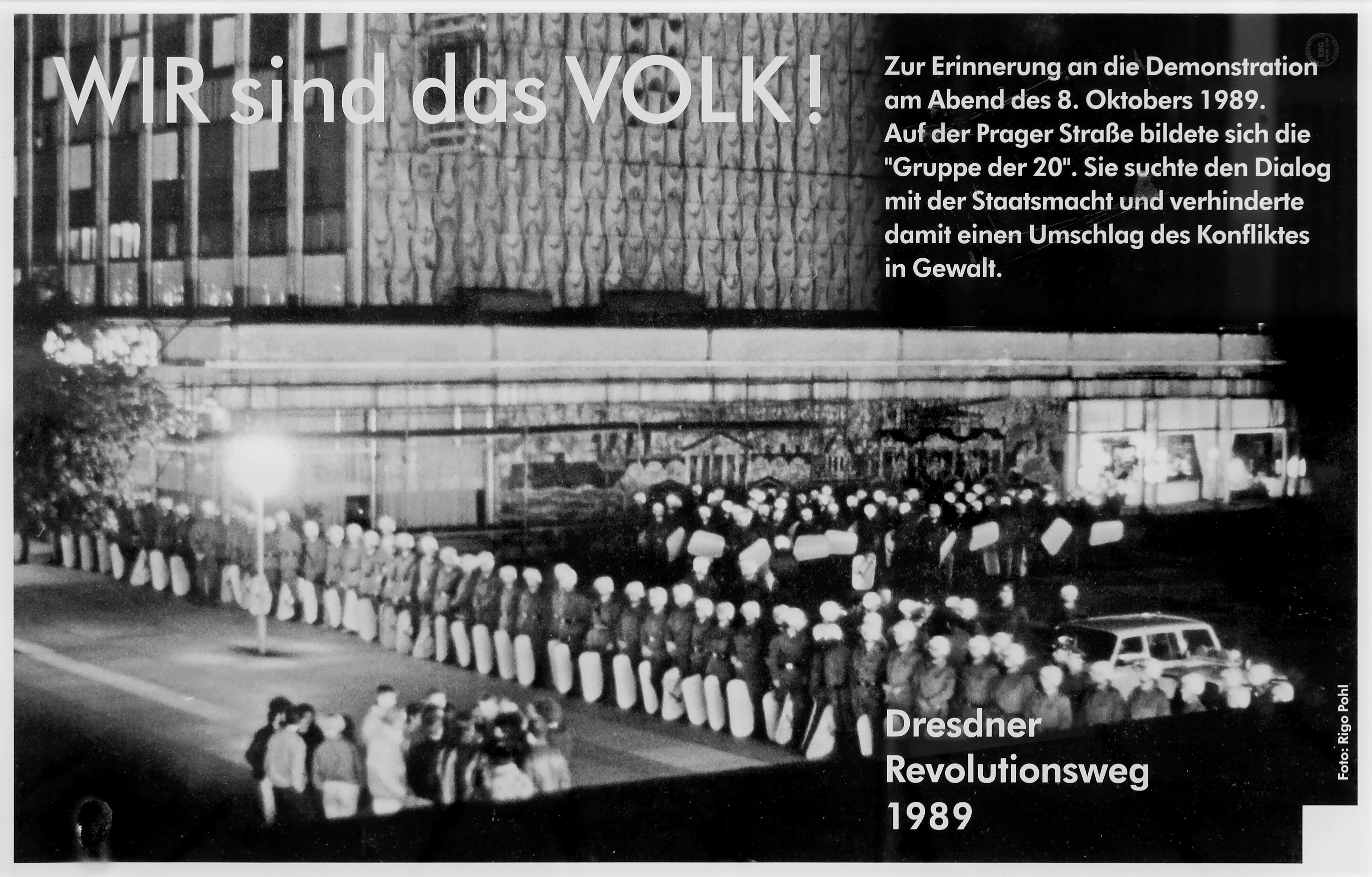
Placa conmemorativa del Camino Revolucionario de Dresde 1989 en Prager Strasse para la manifestación del 8 de octubre de 1989 y el "Grupo de los 20"

Tras la apertura de la frontera entre Hungría y Austria en agosto de 1989, unos 13.000 ciudadanos de la RDA abandonaron el país por esta vía abierta en el Telón de Acero. Desde ese momento, surgieron por todo el país multitud de manifestaciones espontáneas pidiendo una eliminación total de las restricciones que impedían a los alemanes orientales viajar con libertad. Estas manifestaciones, según las autoridades del SED instigadas por potencias extranjeras, hicieron tambalearse al régimen socialista y a la postre forzarían la dimisión de Erich Honecker el 18 de octubre de 1989 y de su gabinete en pleno el 7 de noviembre.
El 8 de octubre varios miles de manifestantes se dieron cita en la Prager Straße de la capital sajona. Entre ellos se encontraban el capellán Frank Richter y Andreas Leuschner, que consiguieron acercarse y entablar conversación con los miembros de la Volkspolizei, sobrepasados por la ira popular. Acto seguido, se eligió a veinte de los manifestantes con objeto de reunirse al día siguiente con el entonces alcalde Wolfgang Berghofer. Durante la manifestación se consensuaron los temas de debate y las reivindicaciones que habrían de tratarse: libertad de desplazamiento, prensa, elección y manifestación, amnistía para presos políticos (sobre todo aquellos encarcelados en días previos), etc. Los componentes del grupo y cada una de las exigencias fueron refrendados por aplausos de la gente. Los manifestantes exigieron también que los resultados de las conversaciones fueran hechos públicos exactamente 24 horas después en la misma Prager Straße, si bien este punto no fue aceptado por el alcalde. En lugar de eso, los resultados habrían de ser comunicados en distintas iglesias de la ciudad, como efectivamente ocurrió el 9 de octubre. Debido a la expectación generada los actos informativos tuvieron que ser repetidos varias veces y congregaron a entre 22.000 y 40.000 personas.